# Albert Fish
Pour les articles homonymes, voir Albert Fish (homonymie) et Fish.
Hamilton Howard Fish, dit Albert, né le 19 mai 1870 à Washington D.C. et mort le 16 janvier 1936 à la prison de Sing Sing, dans l'État de New York, est un tueur en série et cannibale américain, surnommé le « Vampire de Brooklyn », l’« Ogre de Wysteria », le « Gray Man », le « croquemitaine » ou encore le « Moon Maniac » en raison d’un témoignage d’Albert Fish Jr. qui raconta que, parfois, lors des nuits de pleine lune, son père ressentait une irrésistible envie de viande crue et d’après son fils, « son visage devenait terriblement rouge, ce qui était plutôt bizarre, car il n’avait pas mis les pieds dehors de la journée, l’expression de ses yeux donnait l’impression qu’il avait vu quelque chose qui lui avait fait peur. Comme si quelqu’un le pourchassait ».
Durant la quasi-totalité de son existence, Albert Fish s’est livré à diverses pratiques sexuelles, telles que le voyeurisme, le sadisme, le masochisme, le fétichisme, la flagellation active, la zoophilie, la prostitution, et même l’autocastration, la pédophilie, l’ondinisme ou encore la coprophilie. Également cannibale, Fish a notamment commis ses crimes sur de nombreux enfants. Il fut condamné à mort et exécuté sur la chaise électrique.

## Jeunesse
Albert Fish est né le 19 mai 1870, à Washington D.C., de Randall Fish (1795-1875), né dans le Maine, et d’Ellen Fish (1838 -1903), née en Irlande. Il est le cadet de la famille et a trois frères et sœurs, Walter, Annie et Edwin Fish.
Il déclarera plus tard que sa famille avait un long passé de maladies mentales.
En effet en deux générations, sept membres de sa famille ont connu des troubles mentaux.
Son père fut capitaine « de bateau de rivière », puis en 1870 devint fabricant d’engrais. Il mourut d’une attaque cardiaque en 1875 à Washington D.C.. Les registres du cimetière du Congrès déclarent que Randall est décédé le 16 octobre 1875 et a été enterré le 19 octobre 1875 dans la tombe numéro R96/89. Sa femme, Ellen, contrainte de trouver un emploi, ne fut plus en mesure de s’occuper d’Albert, et le plaça dans un orphelinat où il fut fréquemment puni, fouetté, battu et où, selon ses dires, il découvrit le plaisir de la souffrance physique ; ses camarades eurent aussi l’idée de mettre le feu à la queue d’un cheval. Cet incident marque beaucoup l’enfance d’Albert. Lorsqu’il quitte l’orphelinat à l’âge de 7 ans, le sadomasochisme l’attire : « J'ai toujours eu envie d'infliger de la douleur aux autres, et que les autres me fassent aussi souffrir. Toute ma vie, j'ai adoré tout ce qui faisait mal ».
De retour chez sa mère, il fait une chute grave alors qu’il grimpe dans un arbre, il en ressent des vertiges, des maux de tête, un bégaiement tenace et continue d’uriner au lit, ses camarades se moquent de lui. C’est à cette époque qu’il souhaita être appelé Albert afin d’échapper au surnom de Ham & Eggs qui lui fut attribué à l’orphelinat où il passa la majorité de son enfance. Son frère aîné Walter lui montre des dessins d’hommes et de femmes dénudés et lui raconte des histoires d’aventures avec des cannibales. Albert, lui, est subjugué par ces fausses histoires. Il oblige son frère à lui répéter constamment ces histoires dont il rêve la nuit. Il se met ainsi à suivre les rubriques criminelles dans les journaux.

## Majorité
En 1882, Fish fait la connaissance d’un jeune télégraphiste qui attise sa curiosité en lui racontant ses aventures sexuelles dans les maisons closes. Ils entretiennent une relation sexuelle et son amant l’initie à des pratiques sexuelles telles que l’ondinisme ou la coprophagie.
En 1890, Albert Fish part s’installer à New York, où il dit être devenu prostitué. Il passe ses week-ends à la piscine ou aux bains publics pour regarder les jeunes garçons. C’est à cette époque qu’il a commencé à violer de jeunes garçons, crime qu’il continua à perpétrer après que son mariage fut arrangé par sa mère, en 1898 avec Anna, de neuf ans sa cadette. Le couple aura six enfants : Albert, Anna, Gertrude, Eugène, John et Henry Fish. Elle le quitte après vingt ans de mariage, il se remariera trois fois illégalement.
Vers 1898, il travailla comme peintre en bâtiment, et dit avoir continué la molestation d’enfants de moins de six ans. Plus tard, il raconta son escapade avec un amant qu’il emmena dans un musée de cire, où Fish fut fasciné par la dissection d’un pénis ; peu après, il développa un intérêt morbide pour la castration. Durant une relation avec une personne déficiente, qu’il rencontra au milieu d’une orgie dans un train de marchandises en provenance du sud, Fish tenta de lui trancher le pénis avec une paire de ciseaux, mais il avait l’air de tellement souffrir que Fish eut pitié et s’enfuit. À cette période, Fish fréquenta plus régulièrement les bordels où il pouvait être battu et fouetté. En 1903, il fut arrêté pour détournement de fonds et incarcéré à la prison de Sing Sing.
En janvier 1917, sa femme le quitte pour John Straube. À la suite de ce rejet, Fish commença à entendre des voix. C’est aussi à cette époque que débutèrent les automutilations ; il s’introduisait des aiguilles dans le corps, notamment dans l’aine, qu’il retirait par la suite, mais il commença à les enfoncer plus profondément si bien que ce fut impossible de les ôter. Plus tard, les rayons X révéleront la présence de 27 aiguilles logées dans son bassin ainsi que dans son périnée.
À l’âge de 55 ans, Fish eut des délires et des hallucinations, Dieu lui commandant de torturer et de castrer des petits garçons. Les médecins dirent qu’il souffrait de « psychose religieuse ».
Fish s’est marié le 6 février 1930, à Waterloo, New York, avec Estella Wilcox et divorce au bout d’une semaine.
Lors de son arrestation, le détective prend pitié des enfants de Fish. En effet, il connait des difficultés financières et n’a pas d’emploi. Il leur donne un dollar pour qu’ils puissent aller s’acheter de quoi manger. Fish aimait beaucoup ses cinq petits enfants, mais cet amour est marqué par un côté pervers comme en témoigne cette lettre adressée à sa petite fille Mary Nicols :

### Premières agressions et enlèvements
Le premier enlèvement, que Fish confessa plus tard, fut celui de Francis McDonnell (1916-1924).

### Grace Budd
Le 25 mai 1928, Edward Budd, 18 ans, passe une annonce dans le Sunday edition du New York World : « jeune homme de 18 ans, souhaite position à la campagne. Edward Budd, 406 West 15e rue. »
Le 28 mai 1928, répondant à l’annonce du jeune homme, Albert Fish, alors âgé de 58 ans, rend visite aux Budd à Manhattan : Albert Budd, le père, bagagiste pour Equitable Life Assurance Society, et Delia Flanagan.
Il se présente comme étant Frank Howard, un fermier de Farmingdale, à New York (Long Island). À l’appartement des Budd, Albert Fish trouve Edward parfait. Il rencontre ensuite sa jeune sœur de douze ans, Grace.
Albert Fish promet de loger et employer Edward pour quinze dollars par semaine et, en attendant, il convainc les parents de laisser Grace l’accompagner à une fête d’anniversaire organisée ce soir-là, chez sa sœur Annie Fish : il leur donne notamment l’adresse où la fête devait se passer : Columbus Avenue, près de la 137e rue. Les parents ignoraient que l’avenue ne dépassait pas la 110e et que l’adresse était fausse. Grace avait une sœur, Béatrice, et deux autres frères, Albert Budd II, et George Budd. Grace part avec Fish le jour même. Elle ne reviendra jamais.
Il emmena la fillette à la gare. En chemin, Fish s’arrêta devant un kiosque à journaux chercher un paquet et ils prirent tous deux le train pour Irvington dans le comté de Westchester. Arrivés à destination, ils se rendirent à Greenbourgh. Albert Fish y avait repéré depuis longtemps une maison du nom de Wisteria Cottage à l’écart, près d’un bois, abandonnée depuis plusieurs années. Son paquet contenait ses « instruments de l'enfer ».
Le 5 septembre 1930, la police arrête Charles Edward Pope, suspecté dans l’enlèvement. Gardien de maison de rapport de 66 ans, il fut accusé par sa femme aliénée. Il passa 108 jours en prison entre son arrestation et son jugement, le 2 décembre 1930. Il fut jugé non coupable.

### La lettre
En novembre 1934, alors que les parents de Grace avaient déjà mené la police vers Albert Fish, celui-ci enverra une lettre anonyme à la mère de la victime décrivant ses motivations et l’origine de son gout pour la chair humaine. Voici sa traduction corrigée des fautes d’orthographe et des erreurs grammaticales d’Albert Fish :
Mme Budd étant illettrée et ne pouvant donc lire la lettre, la confia à son fils Edward. Fish révéla à la police, lorsqu’il fut interrogé, qu’il n’avait « jamais eu en tête » l’idée de violer la petite fille,.

## Arrestations
Il a été arrêté à huit reprises entre 1902 et 1933, la première pour tentative d’escroquerie, une autre, pour vol dans un magasin où il travaillait. Pour des chèques sans provision, il reçoit des condamnations assorties d’un sursis. Il est arrêté en mai 1930 pour avoir « envoyé une lettre obscène à une femme noire qui avait répondu à une annonce pour être femme de ménage ». À la suite de son arrestation, il est envoyé à l’hôpital psychiatrique de Bellevue pour observation entre 1930 et 1931, puis il est à nouveau arrêté pour envoi de lettres obscènes. Lorsque la police fouille son appartement, ils découvrent d’autres lettres, un chat à neuf queues ainsi qu’une carotte et une saucisse de Francfort, un des policiers constate la présence de matières fécales dessus. Lorsqu’il est questionné à ce sujet, il répond : « Je me les fourre dans le cul » en ricanant.
Extraits de certaines lettres obscènes que Fish a envoyé :
La lettre des Budd, ou plutôt son enveloppe livrèrent une piste. L’en-tête avait mal été barré et un policier arriva à déchiffrer l’adresse, le 627 Lexington Avenue, où réside l’association New York Private Chauffeur’s Benevolent Association. Mais malheureusement, aucun des membres de l’association ne connaissait de Frank Howard.
Le même policier convoqua tous les membres de l’association. Un jeune homme concierge bénévole reconnait avoir volé des enveloppes et des papiers a en-tête au 622 Lexington Avenue. Le policier interroge à nouveau le jeune homme. Il a déménagé, il se souvient d’un détail lors du déménagement, il a laissé les enveloppes sur une étagère. En examinant le registre des locataires, il constate que le signalement correspond à celui de «Frank Howard», mais il a signé sous le nom d’Albert H. Fish. Malheureusement, il vient de quitter la location le 11 novembre, date à laquelle Delia Budd reçoit la lettre. Malgré cela, le policier reste confiant, car Fish a indiqué à la propriétaire qu’il attendait un chèque d’un montant de 25 $ de la part de son fils et qu’il viendrait le chercher. Le détective n’a plus qu’à attendre, il monte une planque. Le 4 décembre, un inspecteur du service de poste indique au policier qu’une lettre adressée à Fish vient d’arriver. Un vieil homme se présente pour récupérer son chèque. Le détective l’arrête. Lorsqu’il aperçoit le détective, Fish le menace d’une lame de rasoir, mais le policier balaye cette arme. L’arrestation met un point final à une enquête qui dura plus de 6 ans. Chez lui sont retrouvées des coupures de presses sur Fritz Haarmann dit le «Boucher de Hanovre» ainsi que les Histoires extraordinaires d’Edgar Allan Poe avec une passion particulière pour «Le puits et le pendule». C’est l’histoire d’un long supplice.

### Découvertes des crimes
Le porte-parole de la police admet qu’Albert Fish a été interrogé à plusieurs reprises sur des disparitions d’enfants, mais qu’il n’a jamais été vraiment suspecté. « C'était de la routine, il avait l'air tellement inoffensif... » « Cet homme n'est pas fou, pas dangereux pour la société, de prime abord, même s'il présente une personnalité psychopathe à caractère sexuel... »
On ne sait pas exactement combien de victimes il a à son actif. Lui-même en a avoué une centaine aux enquêteurs. Bien qu’il n’ait été jugé que pour seize crimes prouvés, le juge d’instruction chargé de son dossier considérait ce chiffre comme hautement probable.
Son psychiatre de l’époque, le Dr Fredric Wertham, avec qui Albert Fish noua des relations de confiance, pense que ce nombre dépassait 400, ce qui ferait de lui le criminel ayant fait le plus de victimes.
Les journaux se déchainent : « Pas dangereux, cet homme qui se promène en hurlant : Heureux soit celui qui prend ces petits enfants pour leur fracasser le crâne à coup de pierre » ou « Il faut que je sacrifie des enfants, comme Abraham son fils Isaac, pour me faire pardonner mes péchés. »

#### Billy Gaffney
Un enfant nommé Billy Gaffney jouait devant la maison de ses parents, à Brooklyn, avec son ami, Billy Beaton, le 11 février 1927. Tous deux disparurent, seul fut retrouvé l’ami, sur le toit de la maison. Lorsqu’on l’interrogea sur ce qui était arrivé au petit Gaffney, celui-ci répondit que « le Croque-mitaine l’a pris ». Peter Kudzinowski (en) fut tout d’abord suspecté d’être l’assassin du garçon. Puis, Joseph Meehan, machiniste pour le tramway de Brooklyn, vit une photographie de Fish dans un journal, ce qui lui permit de l’identifier comme étant l’homme qui, le jour de l’enlèvement, tentait de calmer un petit garçon assis à côté de lui, dans le tramway. Le garçon ne portait pas de veste, pleurait sa mère et fut traîné dans et hors du tramway par l’homme. La police fit concorder la description du petit garçon avec celle de Billy Gaffney. Son corps ne fut jamais retrouvé. La mère de l’enfant, se rendit à la prison de Sing Sing afin d’obtenir auprès de Fish plus de détails sur la mort de son fils. Fish confessa ce qui suit :

## Jugement et condamnation
Le jugement d’Albert Fish pour le meurtre prémédité de Grace Budd s’ouvrit le 11 mars 1935, White Plains, New York, avec le juge Frederick P. Close, le vice-procureur de la République, Elbert F. Gallagher, pour l’accusation. James Dempsey assura la défense de Fish. Le jugement dura 10 jours. Fish plaida la folie, et déclara qu’il entendait la voix de Dieu lui demandant de tuer des enfants. Plusieurs psychiatres attestèrent de son fétichisme sexuel, celui-ci incluant la coprophilie, l’ondinisme, la pédophilie et le sado-masochisme, mais ils furent en désaccord, à savoir si ses activités signifiaient qu’il était fou. L’expert témoin de la défense, Fredric Wertham, psychiatre ayant étudié le développement des enfants, dirigea les expertises psychiatriques pour la cour criminelle de New York ; il affirma que Fish était aliéné. Un autre témoin de la défense, Mary Nicholas, belle-fille de Fish, alors âgée de 17 ans, décrira comment celui-ci lui enseigna, à elle et à ses frères et sœurs un « jeu » impliquant le masochisme et la molestation. Albert Fish obligeait ainsi ses enfants et petits-enfants à participer à certains de ses « jeux » tel que « Buck-Buck, How many hands up » : Fish se déshabillait complètement puis se mettait à quatre pattes, leur donnait des bâtons et leur demandait de s’asseoir sur son dos. Ils devaient avec leur doigt montrer un chiffre entre un et dix. S’il ne devinait pas (ce qui arrivait à chaque fois), ils devaient le frapper autant de fois avec le bâton que le chiffre choisi. Leur mère était presque toujours présente lors de ces jeux, qui se poursuivaient tous les soirs pendant environ une heure.
Il y avait aussi « Sack of Potatoes over » Fish était aussi en caleçon il les faisait grimper sur ses épaules et ils devaient se laisser glisser le long de son dos tout en le griffant avec leur ongles. Une fois Albert voulut qu’ils y jouent avec des aiguilles en dessous de leur ongles, mais ils durent arrêter, car cela leur faisait trop mal. Le jury estima qu’il était sain et coupable, et le juge le condamna à la peine de mort.
Après sa condamnation, Fish confessa avoir menti au sujet du meurtre de Francis X. McDonnell, huit ans, qu’il tua à Staten Island. McDonnell jouait en face du porche de sa maison non loin de Port Richmond, le 15 juillet 1924. Sa mère vit un « vieil homme » marcher tout en serrant et desserrant ses poings. Il passa sans rien dire. Plus tard le jour même, le vieil homme fut aperçu à nouveau, mais cette fois-ci observant McDonnell et son ami jouer. Le corps du jeune garçon fut retrouvé dans des bois, près du lieu où un voisin remarqua le « vieil homme » prenant l’enfant plus tôt dans l’après-midi. Il avait été agressé et étranglé avec ses bretelles,.
Son dernier repas fut du poulet rôti qu’on lui servit désossé pour éviter une tentative de suicide. En effet, quelques mois plus tôt il s’était tailladé les veines à l’aide d’un os de T-bone steak.
Fish arriva en mars 1935, et fut exécuté le 16 janvier 1936, sur la chaise électrique à la prison de Sing Sing. Il entra dans la salle à 23 h 6 et la mort fut prononcée 3 minutes plus tard. Il fut enterré au cimetière de la prison. Il est tenu pour avoir dit que l’électrocution serait « le tressaillement suprême de ma vie » Juste avant que le commutateur ne fût actionné, il déclara « Je ne sais même pas pourquoi je suis là », s’accordent à dire les témoins présents[réf. nécessaire]. Il aurait fallu deux décharges électriques avant que Fish ne meure, ce qui contribua à la légende de l’appareil se mettant en court-circuit, à cause des aiguilles que Fish s’était insérées auparavant dans le corps. Ce fait a été réfuté depuis.[réf. nécessaire]

## Profil psychiatrique

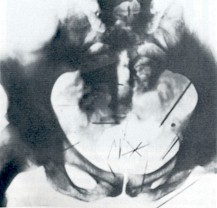
Radiographie du bassin révélant plus d’une vingtaine d’aiguilles

Il est envoyé entre 1930 et 1931 à l’hôpital psychiatrique de Bellevue pour observation, en raison des motifs de ses arrestations. Albert Fish prétend avoir erré à travers les États-Unis, assassinant au moins une personne dans chacun des vingt-trois États qu’il a visités, comme d’autres victimes qu’il croisa lors de son voyage, bien que cette déclaration ne soit pas soutenue par les documents connus de sa vie.
Les médecins l’ayant examiné ont déclaré qu’il était sadomasochiste : il se livrait à l’auto-mutilation, s’introduisait des aiguilles dans le corps, la plupart du temps autour de ses parties génitales donc situés dans des endroits extrêmement dangereux tout près du colon, du rectum ou de la vésicule. Albert Fish dit qu’il avait essayé de se mettre une aiguille dans les testicules, mais que ce fut trop douloureux. Il introduisait aussi des boules de coton imbibées d’essence dans son anus pour ensuite y mettre le feu. Il s’enfonça des roses, avec les épines dans le scrotum puis en mangea les pétales. Il se fouettait également jusqu’au sang avec une planche truffée de clous. Parmi ses hobbies, il disait qu’il voulait manger de la chair humaine les jours de pleine lune.
On a dit qu’il consommait non seulement la chair de ses victimes, mais également leur urine, leur sang et leurs excréments. On a attribué ces tendances aux maltraitances qu’il reçut durant l’enfance. Il a également déclaré que Dieu lui donnait des « missions » pour tuer.
Ses meurtres comprenaient souvent une longue torture avant la mise à mort de sa victime. Il attachait les enfants et les fouettait avec une ceinture plié en deux avec des clous glissés à l'intérieur pour « attendrir la chair pour la cuisine ». Il appelait ses instruments (scie, hachoir, divers couteaux) les « instruments de l’enfer ».
Un grand nombre de spécialistes du comportement se sont penchés sur son existence et tous considèrent cet individu, initié à la masturbation dès l’âge de cinq ans, et attiré par le sadomasochisme deux ans plus tard, comme l’un des plus grands pervers criminels. Son comportement sadomasochiste extrême résultait peut-être d’un dommage au lobe frontal.

## Méthodes criminelles
Sa technique est à peu près toujours la même. Il séduit les enfants en leur offrant des bonbons.
Il se créait de fausses identités afin de ne pas attirer les soupçons. Il découvre ses victimes dans les petites annonces (par exemple, affaire Grace Budd), ou bien lors de vagabondages, il a déjà eu recours aux services d’une petite fille qu’il paye 5 $ chaque fois qu’elle lui ramenait un garçon.
Il les réduit à l’impuissance soit en les attachant, soit en les mutilant. Il pratique le viol accompagné souvent d’une sodomie expliquant les déchirures anales sur les enfants, la torture et la molestation. Il tue toujours ses victimes.
Il ne les bâillonne que lorsqu’il estime sa sécurité être en jeu, préférant « de beaucoup les entendre hurler de douleur et de terreur ».

## Les victimes
Connues
- Francis X. McDonnell, 8 ans, 15 juillet 1924
- Emma Richardson, 5 ans, 3 octobre 1926
- Billy Gaffney, 4 ans, 11 février 1927
- Grace Budd, 10 ans, 3 juin 1928

Potentielles
- Yetta Abramowitz, 12 ans, en 1927[25]
- Mary Ellen O’Connor, 16 ans, 15 février 1932[26]
- Benjamin Collings, 17 ans, 15 décembre 1932[27]
- Albert Fish aurait, selon ses propres dires, tué au moins cent enfants. Le juge qui instruit son procès estime qu’il en aurait tué entre seize et cent, une approximation qu’approuve le policier William King, chargé de l'enquête. Ce dernier le suspecte, rien que pour l'État de New York, de cinq autres meurtres de fillettes. Son psychiatre de l’époque, le Dr Fredric Wertham, pense que le nombre d'enfants assassinés par son patient doit s'élever à plusieurs centaines, peut-être même à quatre cents[28].

## Dans la culture populaire

### Films et documentaires
- Serial Killers, les vrais Hannibal Lecters, octobre 2001 de Sean Buckley
- La maison des 1000 morts , 2003 de Rob Zombie. Albert Fish fait partie du  petit train des horreurs du Capt Spaulding.
- Albert Fish: In Sin He Found Salvation, 2007 (documentaire) de John Borowski
- The Gray man de Scott L. Flynn (2007)

### Littérature
Dans l’ordre de parution :
- 1949 The Show of Violence, Fredric Wertham
- 1958 Murders by Numbers, Grierson Dickson
- 1961 Crimes and Criminals, Sir Harold Scott
- 1965 How Many More Victims ?, Gladys Shultz
- 1971 The Cannibal : The case of Albert Fish, Mel Heimer
- 1977 Crime in our Century, Giles Playfair
- 1979 La Chasse à l’ogre, Michael Angelella
- 1984 Colin Wilson & Patricia Pitman: Encyclopédie du meurtre. Pan Books Ltd., Londres,
- 1989 Colin Wilson : Écrit dans le sang. Grafton Books, London
- 1992 Cannibales ! (Ed. Plon), Pierre-Antoine Bernheim & Guy Stavridès ainsi que Murder U.S.A, Tom Philbin
- 1993 The Dracula Syndrome, Richard Monaco & Bill Burt
- 1994 Harold Schechter: Deranged. Simon & Schuster, New York 1990. Paru en français chez J’ai Lu, no 7058, Un esprit dérangé - l’affaire Albert Fish  (ISBN 9782277070580)
- 1996 Lustmord – The Writings and Artifacts of Murderers, Brian King
- 2001 Stephen King et Peter Straub : Territoires (Black House)
- 2011 Serial killers - Enquête mondiale sur les tueurs en série, nouvelle édition revue et augmentée (Éd. Grasset), Stéphane Bourgoin

### Musique
- Le groupe japonais de visual kei Dio - Distraught Overlord sort en 2008 un album nommé Dictator dans lequel se trouve la chanson "Instrument of Hell" dans laquelle le chanteur se met à la place d’Albert Fish et parle du meurtre de Grace Budd.
- Le groupe des États-Unis nommé Macabre a plusieurs chansons parlant de plusieurs tueurs en série. Deux chansons seront publiées. La première sera "Mr. Albert Fish (Was Children Your Favourite Dish)" en 1987. Une autre nommée "Albert was worse than any fish in the sea" sortira en 1993.
- Le groupe américain The Number 12 Looks Like You reproduit un extrait audio de la lettre d’Albert Fish aux parents de Grace Budd dans l’interlude "Document.Gracebudd" sur l’album Put on your rosy red glasses.
- Le groupe japonais Church Of Misery dans son album, sorti en 2009 Houses of the unholy avec le morceau the gray man.
- Le groupe américain Marilyn Manson choisissait des noms de scène pour chacun des membres du groupe en prenant le nom d’un tueur en série et le prénom d’un sex symbole. C’est le batteur Kenny Wilson qui choisit de prendre le prénom de la danseuse Ginger Rogers et le nom du cannibale sexuel, Albert Fish, pour donner Ginger Fish.
- John 5, musicien de rock virtuose de la guitare et ex-membre du groupe Marilyn Manson, intitula une de ses chansons The Werewolf of Westeria sur son album The Devil Knows My Name qui était un des surnoms d’Albert Fish. Il intitula une autre chanson du même album 27 Needles (aiguilles), une autre référence au tueur. Lors d’une radiographie aux rayons X, il fut constaté que l’assassin avait 27 aiguilles insérées dans son bassin.
- Dans la chanson God Bless du groupe d’Electro-indus/Aggrotech Combichrist Albert Fish est le 17e nom cité après le premier refrain.
  - Le compositeur Steampianist sort la chanson Secrets of Wysteria, interprétée par le vocaloid Oliver. La chanson parle des victimes d'Albert Fish les plus connues. Dans cette musique, on retrouve à 4.19 (vitesse de la vidéo 0.25) Implements of hell qui signifie "Instrument de l’enfer", et à 4.24 (toujours en vitesse 0.25), il est marqué aussi fresh peanut butter qui signifie "beurre de cachuète frais", probablement en référence à la Lettre de 1929. Si la musique est écoutée à l'envers, on peut entendre un extrait de la lettre envoyé aux Budd.
- Le rappeur américain Tyler, The Creator dans son album Goblin, le morceau Fish est nommé d'après Albert.
- Albert Fish est le nom d’un groupe punk rock portugais de Lisbonne. Voici l’extrait d’une interview (en anglais) où ils justifient leur nom de scène :

« - The name where does it comes from ?

- Yeah it's a boring question but it's interesting ?

- Comes from the American serial killer from the 30’s with the same name. He was also a cannibal and in the past we had a song were he turns vegetarian… ahahah!! We liked the idea that people think he was a sweet old man, but in the end he was a real animal… remain us other real things in society… »

### Jeux vidéo
- Le 9 octobre 2015 est sorti sur Steam, le jeu Masochisia, dont le personnage principal est Albert "Hamilton" Fish[29]. Bien que le joueur incarne cet être dérangé en proie à des instincts meurtriers, l'histoire du jeu est inventée, mais contient de nombreuses références au tueur en série, comme l'apparition d'une petite fille nommée Grace qui l'aide, la présence d'aiguilles qui le fait se sentir mieux ou encore un messager de Dieu qui vient lui donner des ordres.